# Australia ai Giochi della XIV Olimpiade
L'Australia partecipò ai Giochi della XIV Olimpiade, svoltisi a Londra, dal 20 luglio al 14 agosto 1948,  
con una delegazione di 75 atleti, di cui 9 donne, impegnati in 11 discipline,
aggiudicandosi 2 medaglie d'oro, 6 medaglie d'argento e 5 medaglie di bronzo.

## Medagliere

### Per discipline
| Sport            | Oro | Argento | Bronzo | Totale |
| ---------------- | --- | ------- | ------ | ------ |
| Atletica leggera | 1   | 3       | 2      | 6      |
| Canottaggio      | 1   | 0       | 0      | 1      |
| Nuoto            | 0   | 2       | 2      | 4      |
| Lotta libera     | 0   | 1       | 1      | 2      |
| Totale           | 2   | 6       | 5      | 13     |

### Medaglie
| Medaglia | Atleta                                                       | Sport            | Evento                           |
| -------- | ------------------------------------------------------------ | ---------------- | -------------------------------- |
| Oro      | John Arthur Winter                                           | Atletica leggera | Salto in alto maschile           |
| Oro      | Merv Wood                                                    | Canottaggio      | Singolo maschile                 |
| Argento  | Theodore William Bruce                                       | Atletica leggera | Salto in lungo maschile          |
| Argento  | George Avery                                                 | Atletica leggera | Salto triplo                     |
| Argento  | Shirley Strickland June Maston Elizabeth McKinnon Joyce King | Atletica leggera | Staffetta 4×100 metri femminile  |
| Argento  | Dick Garrard                                                 | Lotta libera     | Pesi welter                      |
| Argento  | John Marshall                                                | Nuoto            | 1500 metri stile libero maschili |
| Argento  | Nancy Lyons                                                  | Nuoto            | 200 metri rana femminili         |
| Bronzo   | Shirley Strickland                                           | Atletica leggera | 100 metri piani femminili        |
| Bronzo   | Shirley Strickland                                           | Atletica leggera | 80 metri ostacoli                |
| Bronzo   | Jim Armstrong                                                | Lotta libera     | Pesi massimi                     |
| Bronzo   | John Marshall                                                | Nuoto            | 400 metri stile libero maschili  |
| Bronzo   | Judy-Joy Davies                                              | Nuoto            | 100 metri dorso femminili        |

## Risultati

### Pallanuoto
| Atleta | Classifica |                      |
| --- | --- | -------------------- |
| V · D · M Nazionale maschile australiana di pallanuoto · Giochi olimpici - Londra 1948 Dalley • King • Johnston • McKay • L. Ferguson • Burge • Doerner • French • Cornforth • J. Ferguson • Phillips · CT : - | 13° |                      |
| Nazionale maschile australiana di pallanuoto · Giochi olimpici - Londra 1948 | |                      |
| Dalley • King • Johnston • McKay • L. Ferguson • Burge • Doerner • French • Cornforth • J. Ferguson • Phillips · CT: -                                                                                         | Dalley • King • Johnston • McKay • L. Ferguson • Burge • Doerner • French • Cornforth • J. Ferguson • Phillips · CT: - | Australia (bandiera) |